# Meir David Loewenstein
 (juin 2018).
Si vous disposez d'ouvrages ou d'articles de référence ou si vous connaissez des sites web de qualité traitant du thème abordé ici, merci de compléter l'article en donnant les références utiles à sa vérifiabilité et en les liant à la section « Notes et références ».
Meir David Loewenstein (מאיר-דוד לוונשטיין) était un homme politique israélien.

## Biographie
Il est né en 1904 à Copenhague. Il a étudié en Suisse et à Amsterdam. En 1934, il s'installe en Palestine mandataire et devient membre du parti Agoudat Israel. En 1948 il est signataire de la Déclaration d'indépendance de l'État d'Israël et participe au premier gouvernement. Il perd son siège en 1951. 